# Ngon (Ngoumou)
Pour les articles homonymes, voir Ngon.
Ngon est un village de la région du Centre au Cameroun, localisé dans la commune de Ngoumou et le département de la Mefou et Akono.

## Population
En 1965, Ngon comptait 193 habitants, principalement des Ewondo.
Lors du recensement de 2005, ce nombre s'élevait à 512.